# Daniela Masseroni
Daniela Masseroni est une gymnaste rythmique italienne née le 28 février 1985 à Trescore Balneario (Italie).

## Biographie
Daniela Masseroni remporte la médaille d'argent lors du concours par équipes des Jeux olympiques d'été de 2004 à Athènes avec ses coéquipières Fabrizia D'Ottavio, Marinella Falca, Elisa Santoni, Laura Vernizzi et Elisa Blanchi.